# Wickham (Hampshire)
Wickham es una parroquia civil y un pueblo del distrito de Winchester, en el condado de Hampshire (Inglaterra).

## Geografía
Según la Oficina Nacional de Estadística británica, Wickham tiene una superficie de 21,29 km².

## Demografía
Según el censo de 2001, Wickham tenía 4816 habitantes (50,52% varones, 49,48% mujeres) y una densidad de población de 226,21 hab/km². El 18,31% eran menores de 16 años, el 75% tenían entre 16 y 74 y el 6,69% eran mayores de 74. La media de edad era de 38,12 años. Del total de habitantes con 16 o más años, el 26,16% estaban solteros, el 57,85% casados y el 15,99% divorciados o viudos.
El 93,79% de los habitantes eran originarios del Reino Unido. El resto de países europeos englobaban al 2,12% de la población, mientras que el 4,09% había nacido en cualquier otro lugar. Según su grupo étnico, el 97,74% eran blancos, el 0,64% mestizos, el 0,77% asiáticos, el 0,37% negros, el 0,33% chinos y el 0,15% de cualquier otro. El cristianismo era profesado por el 76,85%, el budismo por el 0,25%, el hinduismo por el 0,31%, el judaísmo por el 0,19%, el islam por el 0,21%, el sijismo por el 0,17% y cualquier otra religión por el 0,17%. El 14,89% no eran religiosos y el 6,98% no marcaron ninguna opción en el censo.
Había 2037 hogares con residentes, de los cuales el 27,15% estaban habitados por una sola persona, el 3,68% por padres solteros, el 25,77% por parejas sin hijos, el 21,99% por parejas con hijos dependientes y el 8,79% con hijos independientes, el 7,46% por jubilados y el 5,15% por otro tipo de composición. Además, había 50 hogares sin ocupar y 6 eran alojamientos vacacionales o segundas residencias. 2666 habitantes eran económicamente activos, 2608 de ellos (97,82%) empleados y 58 (2,18%) desempleados.